# Archéparchie d'Antélias des Maronites
L’archéparchie d’Antélias des Maronites (en latin : Archieparchia Anteliensis Maronitarum) est une éparchie de l’Église maronite instituée le 11 juin 1988. En 2009, elle comptait 297 283 baptisés. Le siège est vacant depuis la mort de l’archéparque Camille Zaidan. 

## Territoire
Le territoire de l’archéparchie couvre une partie du Liban. Son siège est situé à Antélias à 5 kilomètres au nord de Beyrouth, dans le district de Metn, où se trouve la cathédrale de la Résurrection. Elle est subdivisée en 93 paroisses.

## Histoire
L’archéparchie d’Antélias a été érigée le 11 juin 1988, en se séparant de l’archéparchie de Chypre.

## Liste des évêques
- Joseph Mohsen Béchara (11 juin 1988 - 16 juin 2012, démission)
- Camille Zaidan (16 juin 2012 - 21 octobre 2019, décès)